# Spuihaven (Schiedam)
De Spuihaven is een haven in Schiedam. De haven is 400 meter lang, 20 meter breed en de diepte is NAP -4 meter. De invaart ligt bij kilometerraai 1007,3 aan de rechteroever van de Nieuwe Maas. Er staat een groen vast licht aan de westzijde van de invaart. Aan het eind van de haven bevindt zich een spuisluis in de Havendijk.
Rond 1900 lag er een drijvend zwembad in de haven waarvan de bouw destijds ƒ 1400,- kostte. In 1909 werd het vervangen door een nieuw zwembad elders in Schiedam.
Sinds 1958 is de haven in gebruik als jachthaven, er is een viertal watersportverenigingen gevestigd. Net ten oosten van de haven ligt het Park Maasboulevard met aan de boulevard een karakteristiek restaurant, dat deels over de rivier is gebouwd.
Buitenhaven · Korte Haven · Lange Haven · Nieuwe Haven · Spuihaven · Voorhaven · Vijfsluizerhaven · Wilhelminahaven · Wiltonhaven